# مقاطعة غريلي (نبراسكا)
مقاطعة غريلي (بالإنجليزية: Greeley County)‏ هي إحدى مقاطعات ولاية نبراسكا في الولايات المتحدة الأمريكية.